# رونالد ريفست
رونالد ريفست (Ronald Rivest) (ولد في سكنيكتادي، نيويورك عام 1947) عمل كمشفر Cryptographer وأستاذ حاسوب بمعهد ماساتشوستس للتكنولوجيا.
وهو واحد من ثلاثة طوروا أشهر خوارزميات للتشفير بطريقة المفتاح العام، ألا وهي خوارزم RSA بالمشاركة مع آدي شامير وليونارد أدليمان. وجائت تسميت الخوارزم من الحرف الأول من كل من الأسماء الأخيرة للمطورين الثلاثة. وهذا الخوارزم يستخدم في كافة تعاملات التجارة الإلكترونية في جميع أنحاء العالم وفي تأمين الاتصالات.
طوَّر رون ريفست كذلك عدة خوارزميات أخرى مثل MD2 والخوارزمية الرابعة لهضم الرسائل ‏ وإم دي5 الخاصة بالبصمة الإلكترونية للرسالة.

## حياته
حاز رونالد ريفست بالمشاركة مع عالم الكمبيوتر الأمريكي ليونارد أدليمان وكاتب التشفير الإسرائيلي آدي شامير على جائزة تورنغ لعام 2002 ، وهو أعلى تكريم في علوم الكمبيوتر، على «مساهمتهم البارعة في صنع تشفير المفتاح العام مفيد في الممارسة». حصل العلماء الثلاثة على براءة اختراع "نظام وطريقة اتصال التشفير" ، والمعروفة باسم RSA ، وتعيين حقوق براءة الاختراع إلى معهد ماساتشوستس للتكنولوجيا (MIT).
حصل ريفيست على درجة البكالوريوس (1969) في الرياضيات من جامعة ييل وعلى الدكتوراه (1974) في علوم الحاسب من جامعة ستانفورد . بعد مغادرته ستانفورد ، ذهب ريفست إلى معهد ماساتشوستس للتكنولوجيا (1974–) ، حيث التقى بأدلمان وشامير. في عام 1977 أنتجوا أول نظام تشفير بالمفتاح العام باستخدام التوقيعات الرقمية. اعتمد تصميمهم لتشفير البيانات على الصعوبة الكبيرة لتحليل عوامل الضرب لعددين أوليين كبيرين ، والتي تشكل مفتاح التشفير . في عام 1983 أسسوا RSA Data Security من أجل متابعة التطبيقات التجارية ، مما أدى إلى إنشاء VeriSign ، وهو نظام شهادات رقمي مستخدم على نطاق واسع على الإنترنت. يستخدم ملايين الأشخاص تشفير RSA لتأمين البريد الإلكتروني والمعاملات الرقمية الأخرى.
في عام 2006 ، نشر ريفست نظام تصويت أطلق عليه اسم ThreeBallot، الذي وضعه في المجال العام. ThreeBallot هو نظام ورقي يسمح للناخبين بالتحقق من أن أصواتهم مسجلة بشكل صحيح وينتج عملية تدقيق شاملة.
ريفيست هو أستاذ فيتربي لعلوم الحاسب في معهد ماساتشوستس للتكنولوجيا ، وعضو في مختبر MIT لعلوم الكمبيوتر والذكاء الاصطناعي ومجموعة MIT Theory of Composition Group ، وعضو مؤسس في MIT Cryptography and Information Security Group. Rivest هو مؤلف مشارك ، مع Thomas H. Cormen و Charles E. Leiserson ، لمقدمة في الخوارزميات (1990).
تم انتخاب ريفيست عضوًا في الأكاديمية الوطنية الأمريكية للهندسة ، والأكاديمية الوطنية الأمريكية للعلوم ، ورابطة آلات الحوسبة ، والرابطة الدولية لأبحاث التشفير ، والأكاديمية الأمريكية للفنون والعلوم . بالإضافة إلى جائزة تورنغ، حصل ريفيست وأدلمان وشامير على جائزة كوجي كوباياشي للكمبيوتر والاتصالات لعام 2000 من معهد مهندسي الكهرباء والإلكترونيات .